# تسوایبروکن
شهر تسوایبروکن (به آلمانی: Zweibrücken) در ایالت راینلند-فالتز در کشور آلمان واقع شده‌است.